# Cadrema lonchopteroides
Cadrema lonchopteroides är en tvåvingeart som beskrevs av Walker 1859. Cadrema lonchopteroides ingår i släktet Cadrema och familjen fritflugor. Inga underarter finns listade i Catalogue of Life.